# Sakihito Ozawa

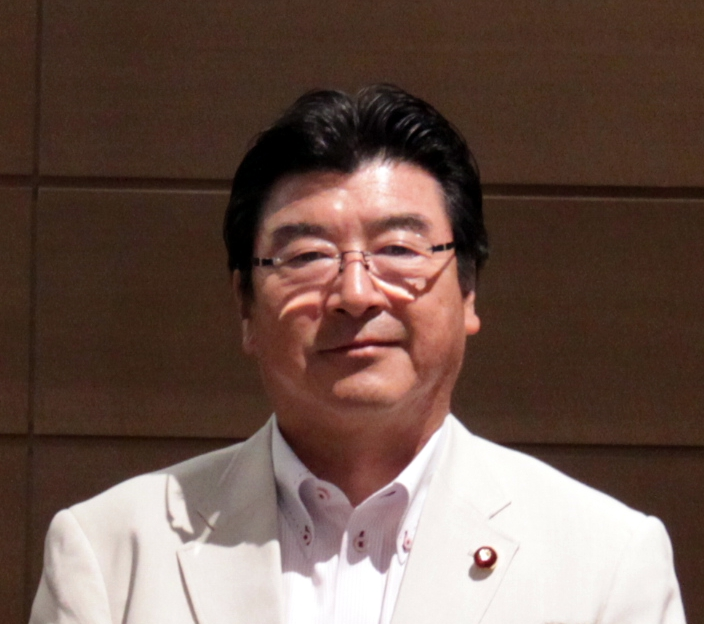
Sakihito Ozawa, 2013

Sakihito Ozawa (jap. 小沢 鋭仁, Ozawa Sakihito; * 31. Mai 1954 in Kōfu, Präfektur Yamanashi) ist ein japanischer Politiker (Neue Japan-Partei→Neue Partei Sakigake→Demokratische Partei→Nippon Ishin no Kai→Ishin no Tō→parteilos→Kaikaku kesshū no kai→Ōsaka Ishin no Kai→Nippon Ishin no Kai), Abgeordneter im Shūgiin, dem Unterhaus, und ehemaliger Umweltminister.
Ozawa schloss 1978 sein Studium an der rechtswissenschaftlichen Fakultät der Universität Tokio ab, anschließend studierte er am Institut der Wirtschaftswissenschaftler Yukio Noguchi und Eisuke Sakakibara und absolvierte ein Graduiertenstudium an der Universität Saitama (heute: Seisaku Kenkyū Daigakuin Daigaku). Ab 1981 arbeitete er für die Tōkyō Ginkō (engl. The Bank of Tokyo). Ab 1983 leitete er ein politisches Planungsbüro von Takujirō Hamada, einem Shūgiin-Abgeordneten der Liberaldemokratischen Partei (LDP).
1992 schloss sich Ozawa der Neuen Japan-Partei von Morihiro Hosokawa an, für die er bei der Shūgiin-Wahl 1993 erstmals als Abgeordneter gewählt wurde. Nach dem Scheitern der Anti-LDP-Koalition 1994 verließ er die Neue Japan-Partei und trat der Fraktion Minshu no Kaze („Wind der Demokratie“), dann der Neuen Partei Sakigake bei. Ab 1996 gehörte er der Demokratischen Partei an.
Im Shūgiin leitete Ozawa unter anderem 2004 den Umweltausschuss. Seinen Wahlkreis, den 1. Wahlkreis Yamanashi, gewann er ab 2000 viermal in Folge. In der Demokratischen Partei war er unter anderem stellvertretender Generalsekretär und Vorsitzender des Mobilisierungsausschusses (kokumin-undō-kai).
Nach dem Wahlsieg der Demokraten 2009 berief ihn der Parteivorsitzende und Premierminister Yukio Hatoyama als Umweltminister in sein Kabinett. Ozawa war damit mit für die Umsetzung des von Hatoyama ausgegebenen CO2-Reduktionsziels von 25 % bis 2020 verantwortlich. Hatoyamas Nachfolger Naoto Kan übernahm ihn zunächst in sein Kabinett, ersetzte ihn dann bei einer Kabinettsumbildung im September 2010 durch Ryū Matsumoto.
Im November 2012 verließ Ozawa die Demokratische Partei und schloss sich der Nippon Ishin no Kai von Shintarō Ishihara und Tōru Hashimoto an. Für die neue Partei verlor er bei der Shūgiin-Wahl 2012 zwar den Wahlkreis Yamanashi 1 mit rund 20.000 Stimmen Rückstand an die Liberaldemokratin Noriko Miyagawa; da er aber alleine vor die übrigen Wahlkreiskandidaten auf den Listenplatz 1 der Ishin no Kai in Südkantō gesetzt wurde, war er sicher im Verhältniswahlblock wiedergewählt, wo die Partei fünf Sitze gewann. Bei der Spaltung der Ishin no Kai 2014 schloss er sich zunächst der Ishin no Tō an. Auch für diese erhielt er bei der Wahl 2014 bevorzugt alleine den Listenplatz 1 und wurde somit sicher bestätigt. Als sich 2015 auch die Ishin no Tō in Befürworter und Gegner einer [Wieder-]Annäherung an die Demokratische Partei spaltete, verließ Ozawa die Partei stattdessen ganz und gründete im Dezember 2015 mit vier weiteren Abgeordneten die Kaikaku kesshū no kai (annäherungsweise „Reform-/Reformistische Sammlung“ – kesshū (結集, etwa „Zusammenkommen, Konzentration, Sammlung“), und das vielseitige kai, (会, wörtlich „Treffen, Versammlung“, aber auch „Gruppe, Vereinigung, Verein, Gesellschaft, etc.“) überschneiden sich; engl. Vision of Reform). Zur Fusion der Ishin no Tō mit der Demokratischen Partei zur Minshintō im Frühjahr 2016 schlossen sich die vier anderen Mitglieder dieser an; aber Ozawa trat der Ōsaka Ishin no Kai bei.